# Jean-Marie-Vital Ramey de Sugny
Pour les articles homonymes, voir Ramey de Sugny.
Jean Marie Vital de Ramey, comte de Sugny, né à Saint-Just-en-Chevalet (Loire) le 4 juin 1753 et mort au château de Bezons (Val-d'Oise) le 21 mars 1821, est un général français de la Révolution et de l’Empire.

## Biographie
Son père, conseiller au parlement de Metz, avait cinq enfants, dont Marie-Jean-Baptiste-Antoine Ramey de Sugny. Entré au service le 11 avril 1771 en qualité d'aspirant de l'artillerie de terre, il passe lieutenant le 17 mai 1778 et capitaine le 5 avril 1787. 
Commandant au 4e régiment d'artillerie le 6 février 1792, il passe chef de bataillon le 15 juin 1793, sert sous La Poype au siège de Toulon en novembre 1793 et est promu chef de brigade le 20 décembre 1793.
Directeur d'artillerie à Marseille en février 1794, il sert à l'armée d'Italie de 1796 à 1800, dont il est nommé chef d'état-major de l'artillerie le 1er avril 1796. Il sert à la bataille du pont de Lodi le 10 mai 1796, commande provisoirement l'artillerie de l'armée d'Italie de mai à août 1796, prend part au siège du château de Milan le 26 juin 1796 et au siège de Mantoue.

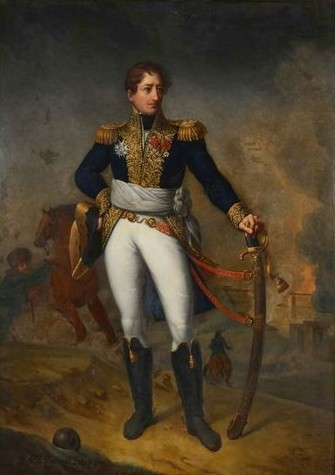
Portrait en pied du général de Sugny, 1819, par Pierre-Louis Delaval (réplique du tableau exposé au Salon de 1812

Commandant de l'artillerie en Lombardie le 19 décembre 1796, il est promu général de brigade d'artillerie et commandant de l'artillerie sous Joubert le 24 février 1797, puis sous Baraguey d'Hilliers contre Venise le 13 mai 1797. Nommé directeur de l'artillerie à Toulon le 20 octobre 1797, il reprend le commandement de l'artillerie de l'armée d'Italie le 9 janvier 1798.
Général de division le 8 décembre 1799 et inspecteur général de l'artillerie de la marine le 21 janvier 1800, il commande l'artillerie lors de la défense de Gênes d'avril à juin 1800. Il passe premier inspecteur général de l'artillerie de la marine le 28 octobre 1802. Il est fait chevalier de l'ordre de la Couronne de fer et comte de l'Empire le 28 janvier 1809.
À la première Restauration, il est nommé membre de la 5e commission créé près le Ministère de la Marine pour examiner les ordonnances et règlements généraux sur le service de la Marine le 29 mai 1814. Chevalier de l'ordre de Saint-Louis le 7 juin 1814 et grand officier de la Légion d'honneur le 9 août 1814, il est chargé de l'organisation du parc d'artillerie de marine aux Invalides le 10 mai 1815.